# إنديد.كوم
إنديد.كوم هو محرك بحث أمريكي متعلق بالتوظيف في جميع أنحاء العالم يقوم بنشر الوظائف وتم إطلاقه في نوفمبر 2004. وهو شركة تابعة لشركة ريركرويت اليابانية ومقراته الرئيسية في أوستن وتكساس وستامفورد، كونيتيكت مع مكاتب إضافية حول العالم. كمحرك بحث أحادي الموضوع، هو أيضًا مثال للبحث العمودي. الموقع متاح حاليًا في أكثر من 60 دولة في 28 لغة. في أكتوبر 2010، اجتاز موقع الواقع الإلكتروني موقع ويب Monster.com ليصبح موقع الوظائف الأعلى حركة في الولايات المتحدة.
يقوم الموقع بتجميع قوائم الوظائف من آلاف مواقع الويب، بما في ذلك لوحات الوظائف، وشركات التوظيف، والجمعيات، والصفحات المهنية للشركات. يحقق الموقع الأرباح عن طريق بيع إعلانات الوظائف المميزة وتمييزات للباحثين عن الوظائف. في عام 2011، بدأ الموقع بالسماح فعليا للباحثين عن عمل بالتقديم مباشرة على الوظائف في المواقع وإرسال السير الذاتية وتخزينها.

## التاريخ
- شارك في تأسيس الموقع بول فورستر وروني كان في عام 2004 في كل من أوستن وتكساس وستامفورد بولاية كونيتيكت.[8]
- في عام 2005، تم إطلاق النسخة التجريبية وأسموها "شبكة إعلانات الوظائف بنظام الدفع مقابل النقر".[9]
- في 1 أكتوبر 2012، أصبحت للشبكة وحدة تشغيل مستقلة عن شركة ريركرويت اليابانية. ومقرها اليابان.[10]
- في 1 يوليو 2016، أعلنت شركة ريركرويت اليابانية، أنها استحوذت على أصول منافس الموقع Simply Hired.[11]
- في 30 مايو 2019، إستحوذت الشركة على Syft، وهي منصة توظيف رائدة لقطاعات الضيافة والفعاليات والصناعات الخفيفة في المملكة المتحدة.[12]

## روابط خارجية
- الموقع الرسمي